# Arnoldsweiler
Arnoldsweiler is een plaats in de Duitse gemeente Düren (deelstaat Noordrijn-Westfalen), en telt 3.214 inwoners (31 december 2020). Het dorp ligt ten noordoosten van de stad Düren zelf. Niet ver van het dorp loopt de Autobahn A4. Afrit 7 van deze Autobahn ligt enkele kilometers ten westen van het dorp. Direct ten oosten van Arnoldsweiler is het landschap "verwijderd" door de activiteiten in de  bruinkool-dagbouwmijn Hambach. Het oostelijke buurdorp Morschenich, gemeente Merzenich, is reeds vervangen door een meer zuidelijk nieuwbouwdorp; anno 2020 was het, o.a. in verband met de klimaatdiscussie, echter twijfelachtig geworden, of het bruinkoolwinningsgebied, waar het oude, reeds ontruimde Morschenich ligt, nog wel afgegraven zal worden.

## Geschiedenis

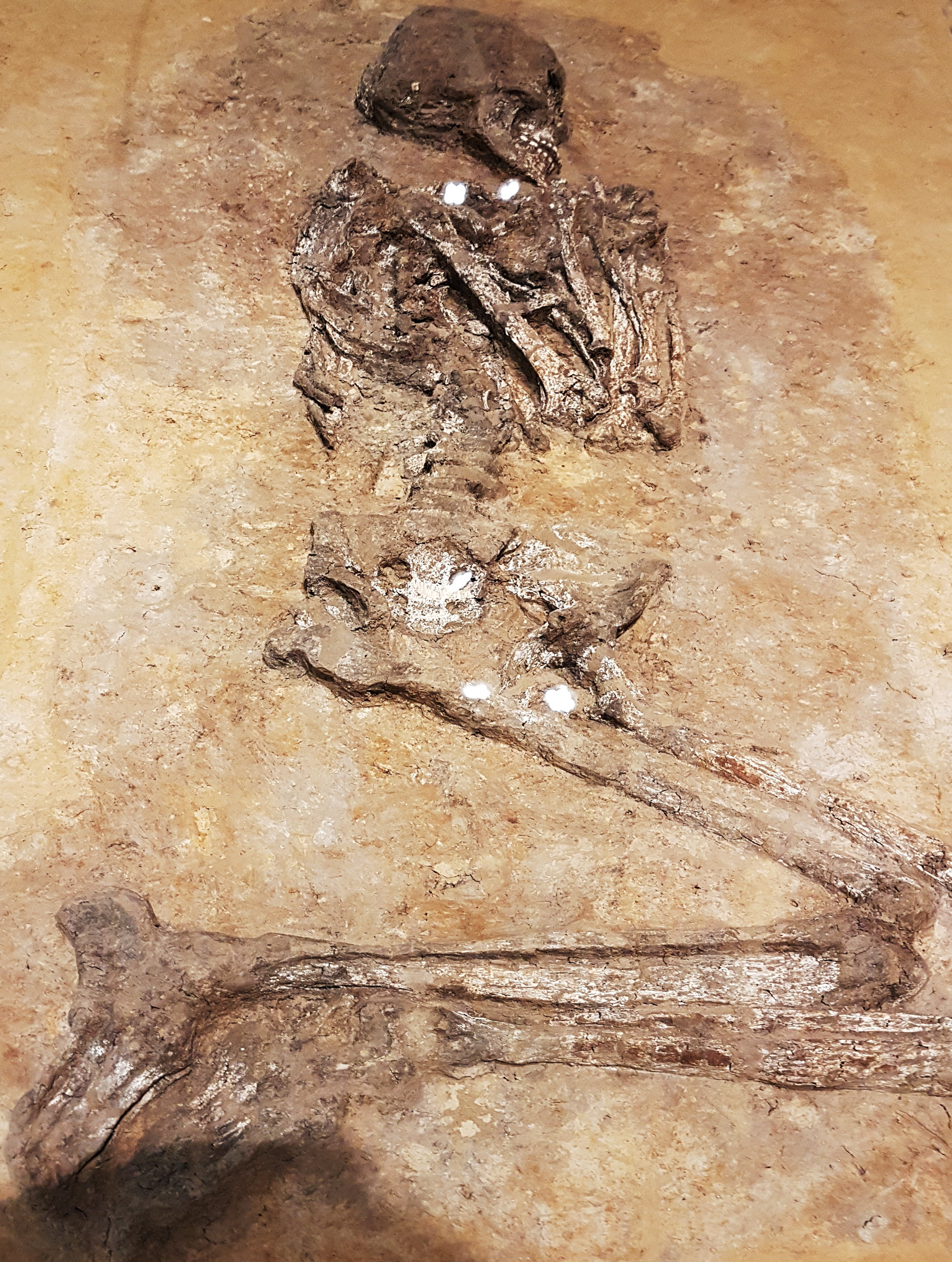
Het skelet van Lilith
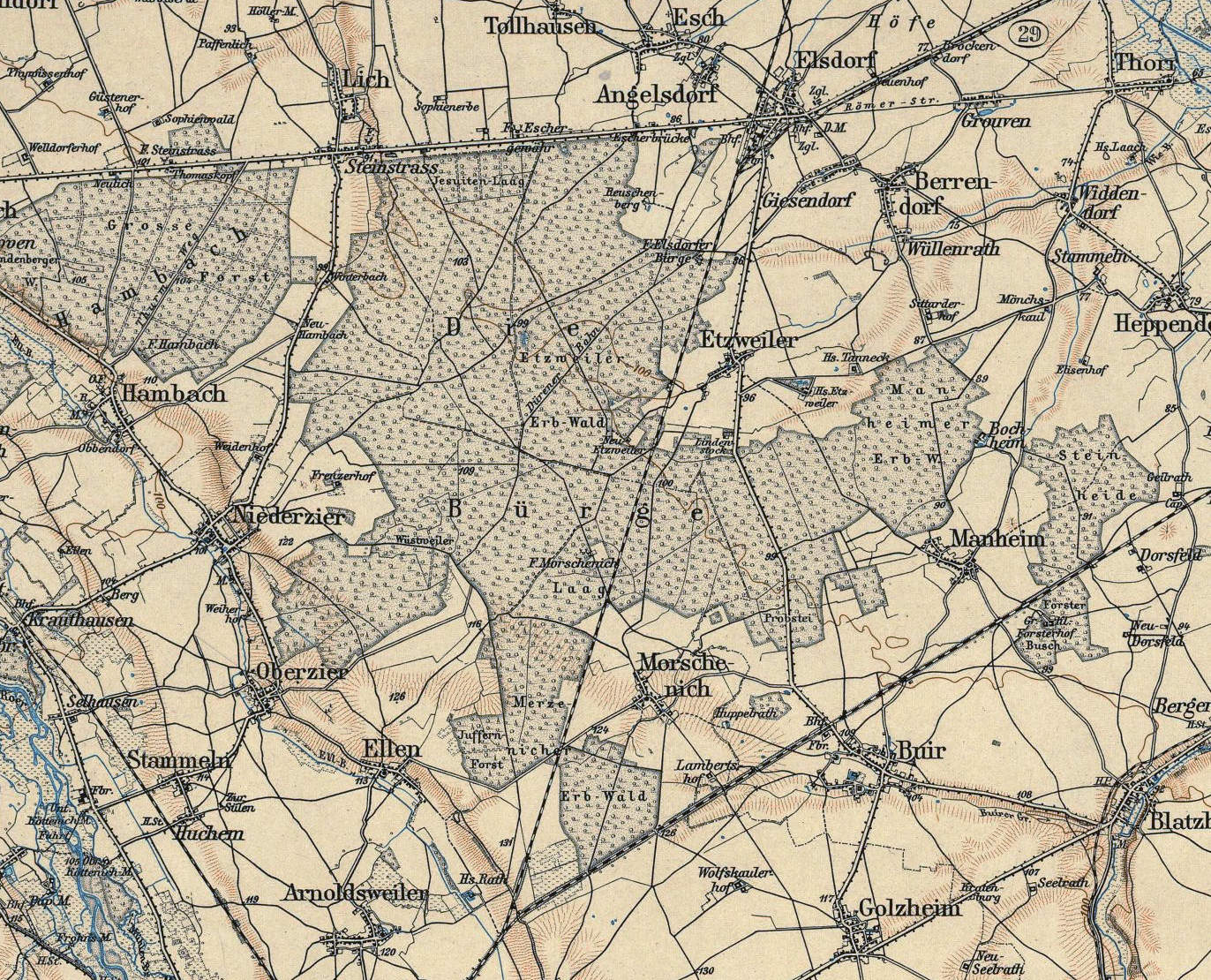
De streek rondom het Bürgewald (Die Bürge) in 1902, vóór de grootschalige bruinkoolwinning.

Dragers van de Bandkeramische cultuur uit het Neolithicum behoorden tot de eerste bewoners van de locatie van Arnoldsweiler. De hier in 2009 en 2010 uitgevoerde opgraving van de prehistorische nederzetting van deze mensen heeft wetenschappelijke vondsten van internationaal belang opgeleverd. Circa 40 huisplattegronden uit een circa 250 jaar omvattende periode zijn er gereconstrueerd. Hier is ook de op twee na belangrijkste prehistorische begraafplaats van Duitsland blootgelegd, gedateerd in de 52e eeuw voor de jaartelling, waar stoffelijke resten van ten minste 222 mensen zijn ontdekt. Het LVR-LandesMuseum Bonn bezit het hier opgegraven en naar verhouding goed bewaard gebleven skelet van een circa 25 jaar oude vrouw, die de naam Lilith heeft gekregen. Ook is een houten constructie van rond het jaar 5100 v.Chr. ontdekt, die een beschoeiing van een waterput is geweest. In Morschenich, dat hemelsbreed slechts vier kilometer verderop ligt, werd een soortgelijk grafveld gevonden met de sporen van 280 stoffelijke overschotten uit dezelfde periode. Er zijn sporen gevonden van hematiet. Dit rode gesteente werd tot poeder gemalen en over de lijken of de graven uitgestrooid in het kader van een begrafenisritueel.
In het jaar 922 wordt de plaats als Ginizwilre voor het eerst in een kerkelijk document vermeld.
In de Tweede Wereldoorlog, ten tijde van het Derde Rijk, lag er bij Arnoldsweiler een Stalag, een krijgsgevangenenkamp van de nazi's. Van de hier opgesloten Franse en Russische tot dwangarbeid veroordeelde mannen overleefden zeker 1.500 de uitputting, de ziektes, honger en martelingen in dit beruchte kamp Stalag VI niet. Als gedenkteken voor de slachtoffers is een groot rechtopstaand steenblok geplaatst. Dit is een stèle van de hand van de bekende kunstenaar Ulrich Rückriem.

### Sint Arnoldus
In de 10e eeuw was de verering van de lokale heilige St. Arnoldus van Arnoldsweiler reeds op gang gekomen. St. Arnold zou muzikant zijn geweest voor Karel de Grote. Als zodanig is hij ook in het dorpswapen afgebeeld. Wanneer en waar hij in werkelijkheid precies geleefd heeft, is niet met wetenschappelijke zekerheid te achterhalen. De heiligendag van St. Arnold is 18 juli. In 1886 beschikte de paus, dat St. Arnold in het aartsbisdom Keulen als heilige vereerd mocht worden. Hij geldt als schutspatroon voor o.a. organisten en andere musici. De in Nederland ook bekende missiepater Arnold Janssen werd naar deze heilige genoemd.
De voornaamste van de legenden over Arnoldus van Arnoldsweiler luidt in het kort als volgt:
Arnold maakte deel uit van het gevolg van Karel de Grote, die een reis door zijn rijk maakte. Onderweg naar de volgende etappeplaats Düren bemerkte hij, dat de plaatselijke boerenbevolking zeer arm was en honger en gebrek leed. Door mededogen hierover bewogen, vroeg en verkreeg hij van Karel een gunst. De vorst stemde erin toe, dat Arnold tijdens diens maaltijd een rit te paard zou maken rondom een woud in de omgeving. Dat gedeelte van het woud, dat Arnold zou hebben omrond, voordat de koninklijke maaltijd was beëindigd, zou Karel aan Arnold schenken. Arnold had van tevoren een slimme afspraak met mensen uit de omstreken gemaakt: nabij 15 dorpen stond hem telkens een vers paard ter beschikking, zodat hij gedurende Karels maaltijd een grote afstand kon afleggen. Hoewel de koning vermoedde, welke truc Arnold had uitgevoerd, kwam hij de afspraak met Arnold na; deze schonk vervolgens het bos aan de gemeenschappelijke bevolking van de 15 dorpen. De inwoners waren zo dankbaar, dat zij Arnold terstond als een redder uit de nood, welhaast als heilige, gingen vereren.
Het desbetreffende bos kreeg de naam Bürgewald en bleef tot in de 19e eeuw een Allmendewald, een bos ter gemeenschappelijke benutting. Als enige tegenprestatie moesten de parochianen van de 15 dorpen tot in de 19e eeuw jaarlijks op de dinsdag na Pinksteren een betaling in natura aan de kerk doen, bestaande uit enkele tientallen ponden bijenwas voor de productie van kaarsen.
Zowel het Bürgewald als de 15 eromheen gelegen, door Arnold begiftigde dorpen, zijn in de periode daarna vrijwel geheel ten offer gevallen aan de Nederrijnse bruinkoolwinning. Zie bovenstaande kaart uit 1902, die de oude situatie rondom het bos nog weergeeft.
Jaarlijks vindt op 18 juli een bedevaart naar Arnolds graf in de Kleine St. Arnoldskerk plaats. Deze reeds in de 11e eeuw gebouwde kerk is sedert de 16e eeuw gedeeltelijk een ruïne, maar het overgebleven gedeelte is een in de 20e eeuw goed gerestaureerde bedevaartskapel.

## Monumentale gebouwen, monumenten

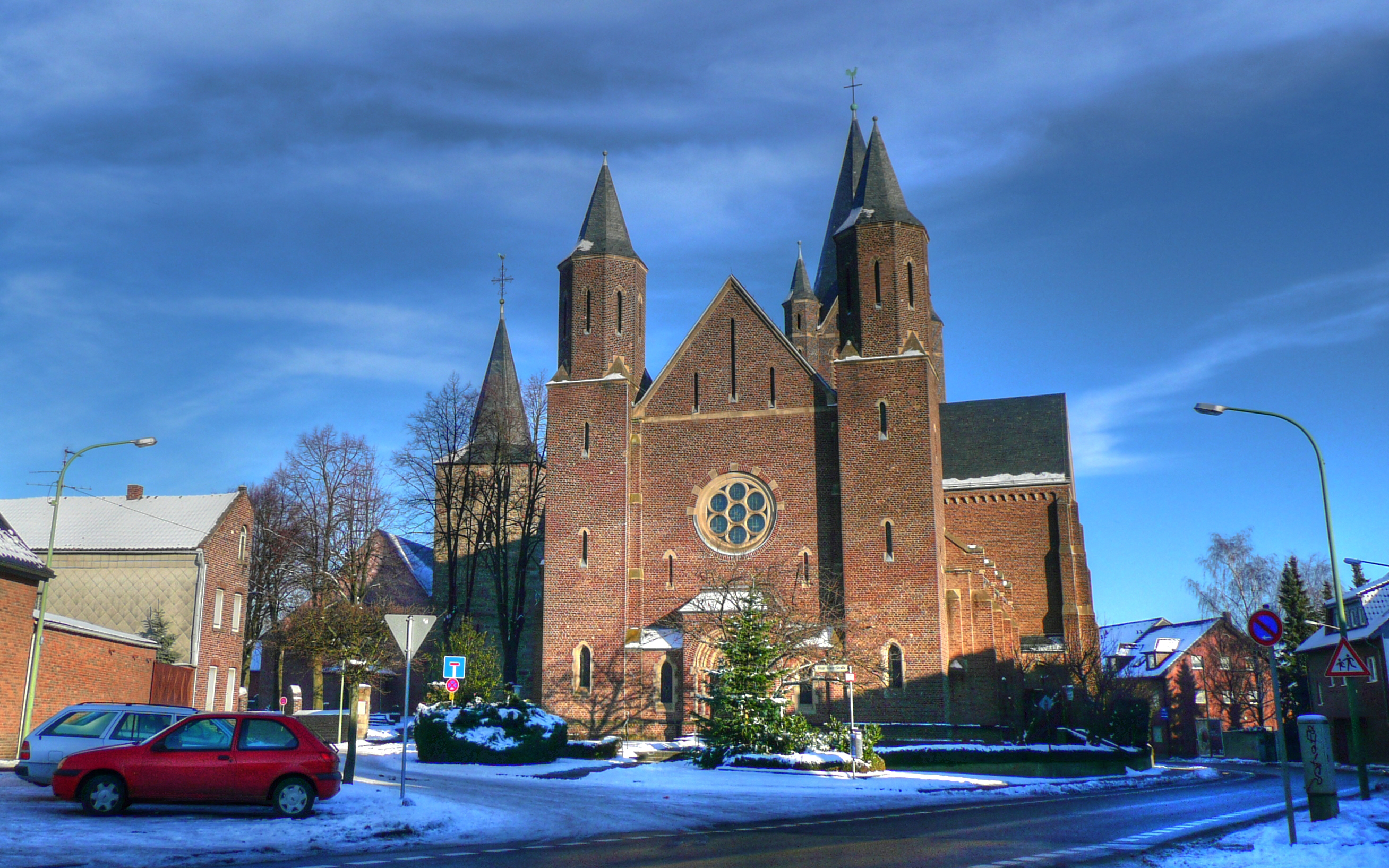
Kerken van Arnoldsweiler: links de Kleine, rechts de Grote St. Arnolduskerk
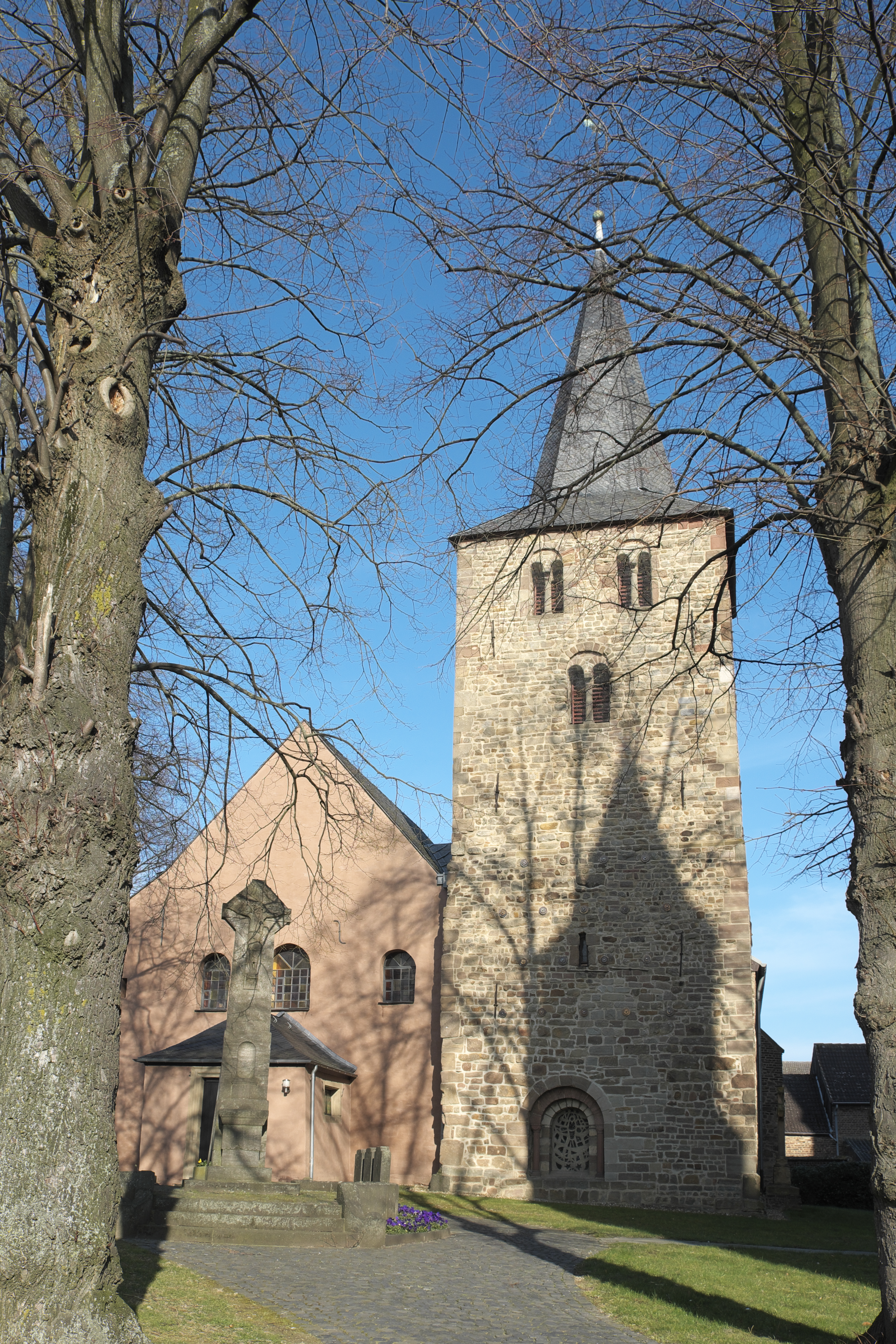
De Kleine St. Arnolduskapel met daarin het graf van de patroonheilige van het dorp
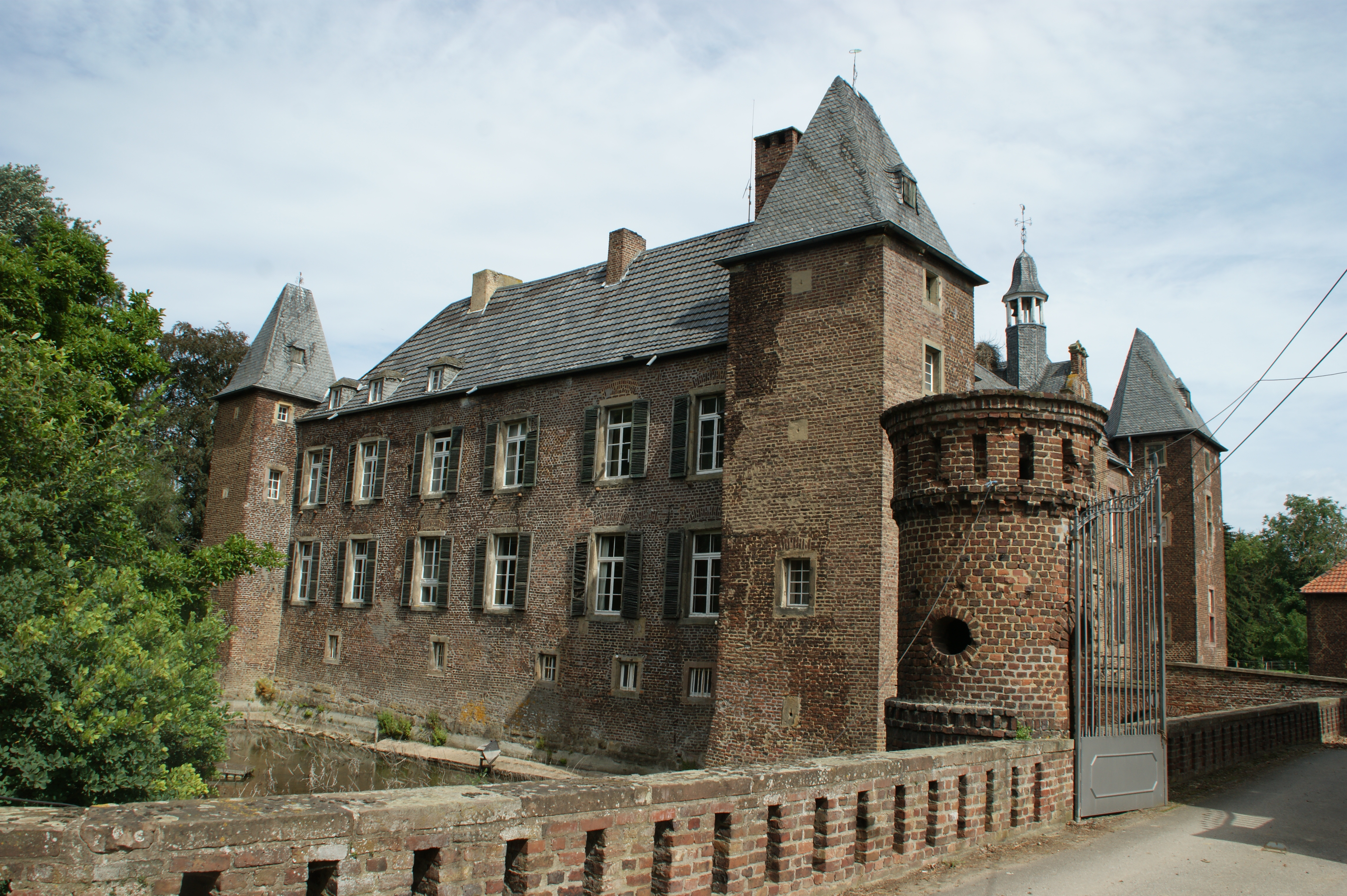
Kasteel Haus Rath (1637; privé bewoond; niet voor publiek toegankelijk)
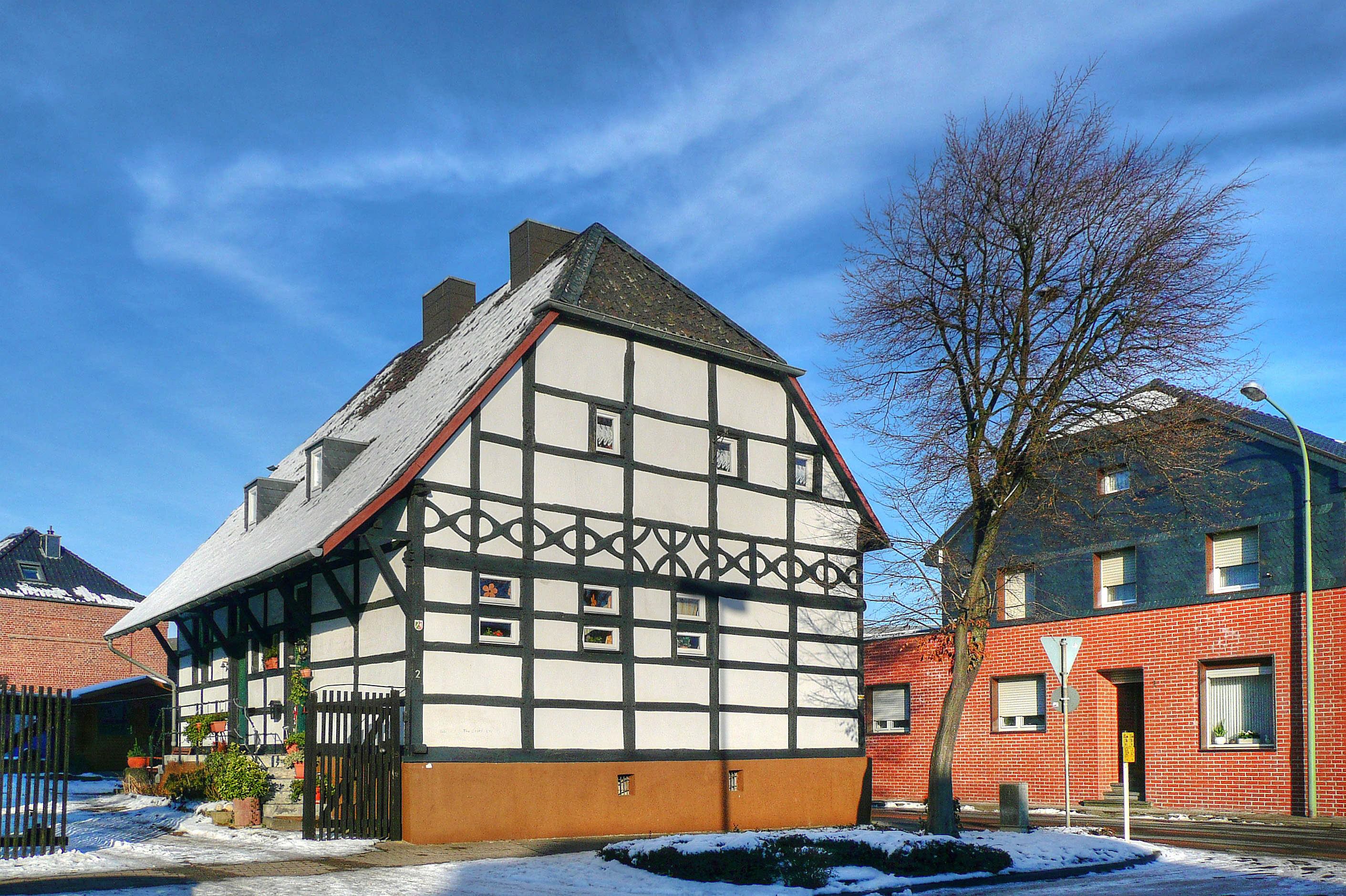
Vakwerkhuis in Arnoldsweiler
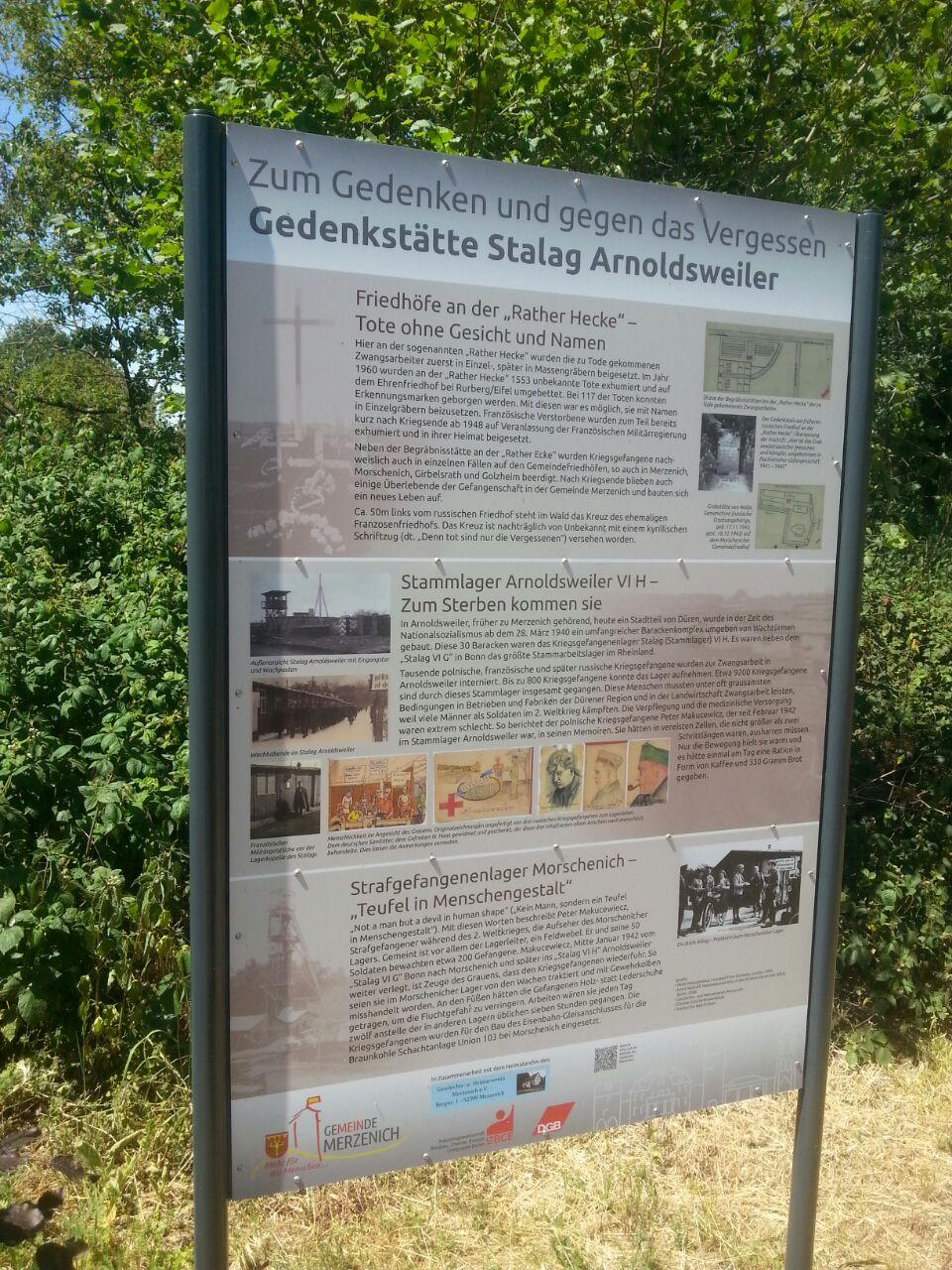
Informatiebord Stalag Arnoldsweiher

## Varia
Bij het dorp staan vier zeer grote windturbines voor de opwekking van elektriciteit.
Arnoldsweiler onderhoudt een jumelage met Cormeilles in Frankrijk.